# 周志坚
周志坚（1917年1月12日—2005年6月9日），原名周裕发。中国人民解放军中将。1955年获一级八一勋章、一级独立自由勋章、一级解放勋章。